# 165 a. C.
El año 165 a. C. fue un año del calendario romano prejuliano. En el Imperio romano, fue conocido como el Año del Consulado de Torcuato y Octavio; también, aunque con menos frecuencia, como el año 589 Ab Urbe condita.

## Acontecimientos
- Se representa por vez primera Hecyra (La suegra), del dramaturgo romano Terencio.

## Fallecimientos
- Matatías, judío Kohen.

- Datos: Q46563